# Julien Indeherberg
Julien Indeherberg, né le 29 janvier 1993 à Liège, est un pongiste belge.

## Biographie

### Carrière sportive
Julien Indeherberg commence le tennis de table à l'âge de six ans à l'Aux Trois Sets de Chênée. Il jouera ensuite au CTT Aywaille et au CTT Minerois avant de rejoindre l'Allemagne et le club du TTC SIG Combibloc Jülich/Hoengen (de). Il passe ensuite par le TTV Heerlen et l'Enjoy & Deploy Taverzo Zoetermeer (nl) aux Pays-Bas avant de revenir en Allemagne en 2011, cette fois au FC Sarrebruck où évoluent ses compatriotes Cedric Nuytinck et Emilien Vanrossomme. Il rejoint en 2013 le club français du CTT Bruille en Pro B puis en 2014 le Don Bosco Tournai en double appartenance. Il revient lors de la saison 2015-2016 à l'Enjoy & Deploy Taverzo (nl) puis de 2016 à 2019 à Amiens avec également une double affiliation avec le club belge du CTT Royal Alpa de 2016 à 2018. En 2019, Indeherberg signe au CTT Limal Wavre en deuxième division. L'équipe première descendue en régional pour la saison 2021-2022, Indeherberg est champion de cette quatrième division sans grandes difficultés.
En 2008, Indeherberg remporte le Top 10 Européen en cadet à Sheffield ainsi que les championnats d'Europe en double cadet avec Emilien Vanrossomme en battant Cedric Nuytinck et l'Anglais Gavin Evans en finale. Il est alors élu pongiste belge de l'année 2008
En mars 2017, Indeherberg remporte les championnats de Belgique en double aux côtés de Florian Cnudde.
Le meilleur classement d'Indeherberg fut A5 (cinquième meilleur de Belgique) lors de la saison 2013-2014 et il est depuis 2020 classé B0. Sa meilleure position au classement mondial fut la 231e place en avril 2014
Sa sœur Cindy a également joué au tennis de table au haut niveau belge.

## Palmarès
2004
- Champion de Belgique pré-minime en double avec Pierre-Yves Lemaître
- Champion de Belgique pré-minime en double mixte avec Maïté Heyeres

2006
- Champion de Belgique minime en double avec Pierre-Yves Lemaître
- Champion de Belgique minime en double mixte avec Maïté Heyeres

2007
- Champion de Belgique cadet en double avec Loïc Ferire
- Troisième aux Championnats d'Europe cadets en double avec Lauric Jean à Bratislava

2008
- Champion d'Europe cadet en double avec Emilien Vanrossomme à Terni
- Vainqueur du Top 10 Européen cadets à Sheffield
- Troisième aux Championnats d'Europe cadets en double mixte avec Dóra Madarász à Terni
- Troisième à l'ITTF Cadet Challenge en double avec Romain Lorentz
- Élu pongiste belge de l'année 2008

2009
- Troisième de l'Open de Tunisie junior en double avec Lauric Jean à Tunis

2010
- Vainqueur de l'Open de Bahreïn junior en double avec Emilien Vanrossomme à Manama
- Vainqueur de l'Open d'Italie junior en double avec Emilien Vanrossomme à Lignano

2011
- Vainqueur de l'Open de Hongrie junior en double avec Emilien Vanrossomme à Tata
- Troisième aux Championnats d'Europe juniors en équipe pour la Belgique avec Robin Devos et Florent Lambiet à Kazan

2013
- Vainqueur de l'Open d'Espagne des moins de 21 ans à Almería
- Vainqueur de l'Open d'Égypte des moins de 21 ans au Caire
- Finaliste de l'Open du Maroc des moins de 21 ans à Rabat
- Troisième aux Jeux de la Francophonie de Nice

2017
- Champion de Belgique en double avec Florian Cnudde à Louvain-la-Neuve

2021
- Champion de Régional IWB série A (quatrième division belge) avec le CTT Limal Wavre